# Euselasia leucon
Euselasia leucon är en fjärilsart som beskrevs av William Schaus 1913. Euselasia leucon ingår i släktet Euselasia och familjen Riodinidae. Inga underarter finns listade i Catalogue of Life.